# Finding Mr. Destiny
Pour plus de détails, voir Fiche technique et Distribution.
Finding Mr. Destiny (hangeul : 김종욱 찾기 ; RR : gimjong-ug chajgi ; MR : Kim Jongok ch‘atki ; litt. « Trouver Kim Jong-wook ») est un film sud-coréen réalisé par Jang Yoo-jeong, sorti en 2010. Il s'agit de l'adaptation de la comédie musicale du même titre mise en scène par le réalisateur.

## Synopsis
Ji-Woo (Im Soo-jung), incapable d'oublier un amour de jeunesse en Inde, qu'elle s'est elle-même tatoué sur le cœur, rejette un prétendant et est forcée par son père, qui craint qu'elle ne finisse vieille fille, à demander l'aide d'une agence spécialisée dans la recherche des premiers amours. Elle ne connaît que le nom de son amour : Kim Jong-wook.
L'agence est gérée par Gi-joon (Gong Yoo), un jeune célibataire au charme maladroit. Un peu trop obstinément passionné par son travail, Gi-joon est déterminé à terminer son premier contrat, même si pour cela il doit traquer tous les Kim Jong-wook en Corée !
L'héroïne est une metteuse en scène échevelée et qui parle comme charretier qui n'a pas accepté son incapacité à bien commencer ou terminer quoi que ce soit de substantiel, tant dans sa vie amoureuse que dans sa carrière. Le héros est un homme naïf faisant une fixation obsessionnelle et compulsive sur l'ordre, la sécurité et l'hygiène - qui se manifeste dans ses vêtements parfaitement repassés et ou le couleur de ses post-its - et qui ne s'est pas encore jeté dans le tourbillon de l'expérience de la vie.
Ces deux héros aux pôles opposés développent peu à peu des sentiments l'un envers l'autre, se chamaillant sur la façon de trouver l'insaisissable Monsieur Destinée de Ji-woo. Le voyage est long car il y a 1.108 hommes qui s'appellent Kim Jong-wook - et parmi eux un moine bouddhiste, un agriculteur en surpoids, et un chirurgien plastique très suave, pour n'en citer que quelques-uns. 
Au fil de leur recherche dans le pays, Gi-joon tombe lui-même amoureux de sa cliente<.

## Fiche technique
Sauf indication contraire ou complémentaire, les informations mentionnées dans cette section peuvent être confirmées par la base de données KMDb
- Titre original : 김종욱 찾기
- Titre anglophone et francophone : Finding Mr. Destiny
- Réalisation : Jang Yoo-jeong
- Scénario : Lee Kyoung-eui, d'après la comédie musicale du même titre mise en scène par le réalisateur[2]
- Musique : Lee Byeong-hoon
- Décors : Kim Si-yong
- Costumes : Sim Hyeon-seop
- Photographie : Lee Hyung-deok
- Son : Lee Seong-jin
- Montage : Kim Sun-min
- Production : Min Jin-soo et Min Gyoo-dong
- Société de production : Soo Film Company
- Société de distribution : CJ Entertainment
- Pays de production :  Corée du Sud
- Langue originale : coréen
- Format : couleur
- Genre : comédie romantique, musical
- Durée : 112 minutes
- Date de sortie :
  - Corée du Sud : 8 décembre 2010

## Distribution
- Im Soo-jeong : Seo Ji-woo
- Gong Yoo : Han Gi-joon
- Chun Ho-jin (en) : le colonel Seo, père de Ji-woo
- Ryu Seung-soo (en) : le beau-frère de Gi-joon
- Jeon Soo-kyung : Soo-kyung, actrice de la comédie musicale
- Lee Chung-ah (en) : Ji-hye, sœur de Ji-woo
- Lee Je-hoon : Woo-hyung
- Yoon Sa-bong (en) : madame Jung
- Kim Min-ji (en) : Cherry
- Jung Gyoo-soo : le chef de l'agence
- Lee Joon-ha (en) : Woo-ri, nièce de Gi-joon
- Lee Ji-ha (en) : un clien
- Jo Han-chul : le directeur
- Jang Young-nam (en) : la sœur ainée de Gi-joon (caméo)
- Shin Sung-rok : le capitaine Choi, petit-ami pilote de Ji-woo (caméo)
- Jung Sung-hwa : le chauffeur de bus  (caméo)
- Oh Na-ra : Hyo-jeong (caméo)
- Choi Il-hwa (en) : un client (caméo)
- Kim Mu-yeol (en) : un employé de la compagnie aérienne (caméo)
- Choi Ji-ho (en) : Kim Jong-wook, joueur de football (caméo)
- Won Ki-joon (en) : Kim Jong-wook, docteur (caméo)
- Jung Joon-ha (en) : Kim Jong-wook, fermier (caméo)
- Um Ki-joon (en) : Kim Jong-wook (caméo)
- Oh Man-seok (en) : Kim Jong-mook (caméo)
- Kim Dong-wook (en) : le docteur Jung, le petit-ami de Ji-hye (caméo)
- Paul Stafford : un touriste (caméo)

## Musique
La bande originale est sortie le 23 décembre 2010, par le label Pony Canyon.
Liste de pistes
1. 두번째 첫사랑 (litt. Deux premières amours), interprétée par Gong Yoo
2. 잘있었어? 종욱씨 (litt. Comment es-tu allé, M. Jong-wook ?)
3. 인도여행 (litt. Voyage en Inde)
4. 결혼하자 (litt. Marrions nous)
5. 1108명의 김종욱 (litt. 1108 Kim Jong-wook)
6. 블루시티 (litt. Ville bleue)
7. 첫사랑사무소 (litt. Bureau du premier amour)
8. 시작 (litt. Commence)
9. 지우씨가 처음입니다 (litt. Ji-woo est le premier)
10. 첫키스 (litt. Premier baiser)
11. 공연을 잠시 쉽니다 (litt. Je fais une pause dans le spectacle)
12. 디디투어 한점장이야! (litt. Voici Han, le manager de Didi Tour !)
13. 여행 (litt. Voyage)
14. 가리왕산 김삿갓 (litt. Gariwangsan Kim Satgat)
15. 맨처음 사랑이 첫사랑만은 아니다 (litt. Le premier amour n'est pas seulement le premier amour)
16. 인연이 있다면 다시 만나겠죠 (litt. Si nous sommes censés l'être, nous nous reverrons)
17. 운명을 운명으로 남겨둘려구요 (litt. Je vais laisser le destin comme le destin)
18. 안녕,안녕,안녕 (litt. Bonjour, bonjour, bonjour)
19. 데스티니호텔 (litt. Hôtel Destin)
20. 두번째 첫사랑 (MR) (litt. Deux premières amours – instrumental)